# 제마 텔러 모로
젬마 텔러 모로우 (Gemma Teller Morrow)는 미국 FX Networks 드라마 썬즈 오브 아나키에 등장하는 등장인물이다.
전 남편 존 텔러와의 아들 잭슨 잭스 텔러의 어머니이다. 존 텔러의 죽음 이후 차밍타운 샘크로 조직의 리더 클라렌스 클레이 모로우와 재혼해 차밍타운 샘크로 조직의 사실상의 대모 구실을 하고 있다. 범죄 조직과 밀접한 연관을 가지고 있어서 차밍타운 주민들이 기피하는 인물이지만 차밍타운 출신으로 도시를 사랑하는 마음에 차밍타운 하이츠 자본으로부터 차밍타운을 지키려는 노력을 다방면에서 전개한다.